# آري (أبروتسو)
آري (بالإيطالية: Ari)‏ هي بلدية في مقاطعة كييتي في إقليم أبروتسو الإيطالي.

## السكان
في سنة 1861 بلغ عدد السكان 1٬899 نسمة، وتطور العدد ليصل في سنة 2011 لـ 1٬165 نسمة.
يظهر هذا المخطط البياني تطور النمو السكاني لـ آري (أبروتسو)